# Nordtyska låglandet

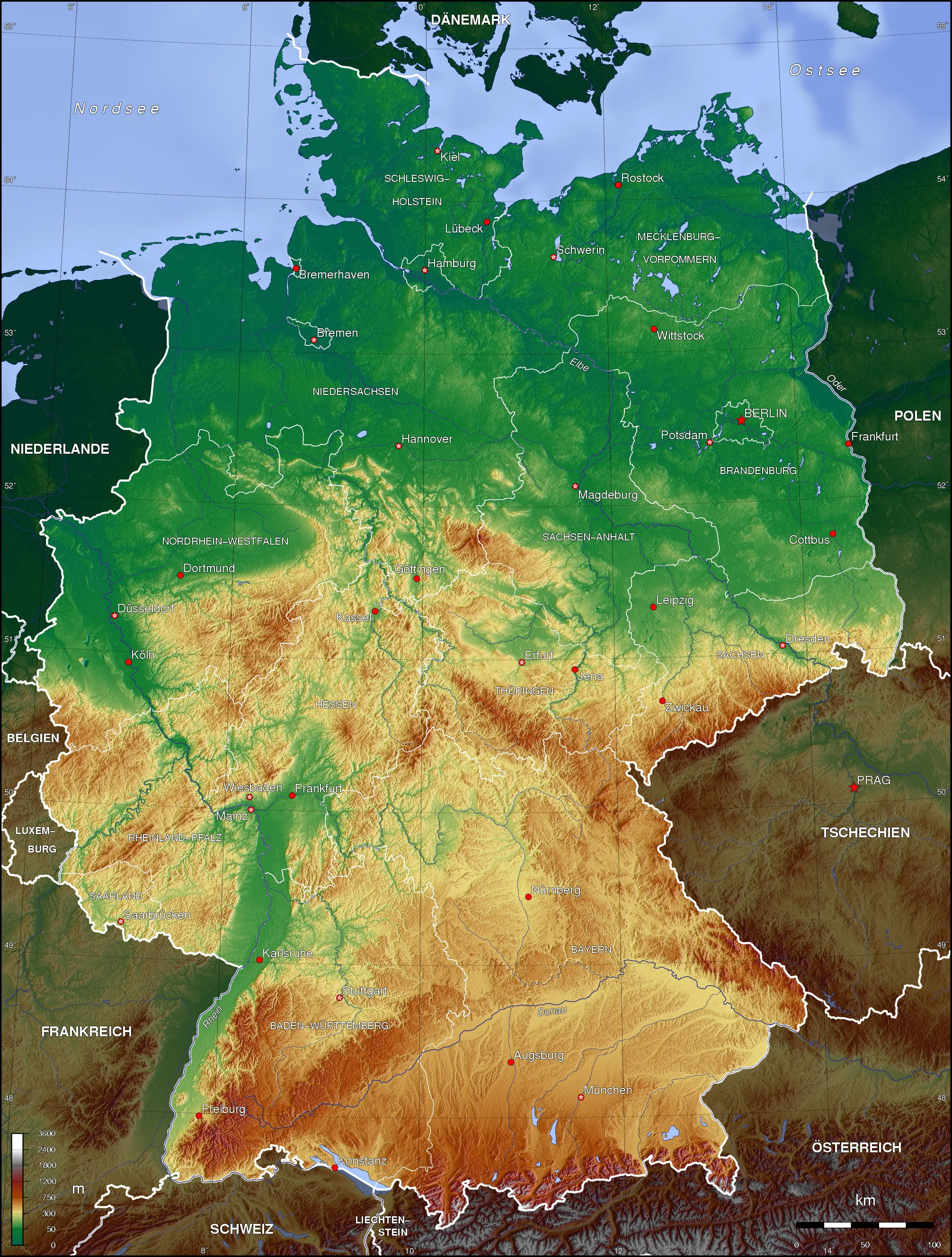
Reliefkarta över Tyskland, Nordtyska låglandet är i princip hela den stora gröna ytan i norr.

Nordtyska låglandet (tyska: Norddeutsches Tiefland) är en stor geografisk region i Tyskland som sträcker sig från Nord- och Östersjön i norr till sluttningarna av de medelhöga bergsområdena i söder. Regionen är en del av det Centraleuropeiska låglandet som även inkluderar Belgien, Danmark, Nederländerna och Polen.
Landskapsformerna bildades i stort under pleistocen när den skandinaviska inlandsisen sträckte sig ner till dessa områden. Därför finns här flera moräner, sandur och flyttblock. De lägsta punkterna ligger i myr eller marskland i Schleswig-Holstein och Niedersachsen med en höjd av omkring 3,5 meter under havsytan. De högsta punkterna når bara 200 meter över havet, till exempel i Fläming. Kustområdet kallas vid Nordsjön Vadehavet med kännetecknande tidvattenförhållanden. Vid Östersjön finns flera vikar som kallas Bodden.
I nordöstra delen förekommer ett stort antal sjöar som sammanfattas under namnet Mecklenburger Seenplatte.